# Anders K. Jacobsen
Anders K. Jacobsen (n. 27 de octubre de 1989) es un futbolista danés quién está jugando para SønderjyskE.

## Honores

### Club
Aalborg BK
- Superliga de Dinamarca (1): 2013–14
- Copa de Dinamarca (1): 2013–14

SønderjyskE
- Copa de Dinamarca (1): 2019-20
  - Subcampeón (1): 2020-21